# Fulvalène
Le fulvalène est un composé organique de formule brute C10H8. Il est d'intérêt théorique en tant qu'un des hydrocarbures conjugués non-benzénoïdes les plus simples. Le fulvalène est un isomère instable du naphtalène et de l'azulène. Il appartient à la famille des fulvalènes.
Le fulvalène se compose de deux anneaux à cinq chaînons, chacun avec deux liaisons doubles, joints par une double liaison centrale. Il a la symétrie de D2h. Il a été longtemps cherché jusqu'en 1958 quand il a été synthétisé à l'université Yale par Edwin A. Matzner, travaillant sous William von Doering.
Le perchlorofulvalène C10Cl8 est tout à fait stable contrairement à l'hydrocarbure. Le tétrathiafulvalène est un semi-conducteur organique.

## Ligand en chimie organométallique
Le fulvalène forme des complexes organométalliques stables, qui peuvent être formellement considérés comme des dérivés du dianion C10H82−. 
Quelques tels complexes de fulvalène subissent la scission en esclavage réversible de C-C.